# (6674) Cézanne
(6674) Cézanne est un astéroïde de la ceinture principale.

## Description
(6674) Cézanne est un astéroïde de la ceinture principale. Il fut découvert par Cornelis Johannes van Houten et Ingrid van Houten-Groeneveld le 26 mars 1971 à l'observatoire Palomar. Il présente une orbite caractérisée par un demi-grand axe de 2,4576 UA, une excentricité de 0,1537 et une inclinaison de 3,7461° par rapport à l'écliptique.
Il fut nommé en hommage au peintre impressionniste français Paul Cézanne.

## Compléments